# Zuckerfabrik Enns
Die Zuckerfabrik Enns in Enns (Oberösterreich) war eine bis 1988 bestehende  österreichische Zuckerfabrik. Gegründet wurde die Fabrik durch die Familie Strakosch. Heute gibt es das Kulturzentrum d'Zuckerfabrik auf dem ehemaligen Gelände.

## Geschichte
Die Strakosch gründeten 1929 die Zuckerfabrik in Enns als Teil der Strakosch Zuckerfabriken GesmbH. 1938 kam es zur Arisierung, der Geschäftsführer Georg Strakosch-Feldringen beging in Wien Selbstmord. 1945 wurden die Fabriken in Enns und Hohenau vom aus der Emigration in England zurückgekehrten Oskar Strakosch übernommen. Durch Beteiligungen an anderen Werken entstand ein Familienkonzern. Die Familie Strakosch brachte im März 1976 die Zuckerfabriken Hohenau und Enns in die Fusion mit der Zuckerfabrik Leopoldsdorf in die neue Sugana Zucker GesmbH ein. Durch eine weitere Fusion 1987 mit der Zuckerfabrik Tulln wurde 1989 die Agrana Beteiligungs-AG gegründet. Es kam begleitend zu einem Konzentrationsprozess innerhalb der Zuckerindustrie und der Schließung der Fabrik in Enns.
Der Verein Zeit-Kult-Ur-Raum-Enns betreibt seit 1993 das Kulturzentrum d'Zuckerfabrik auf dem Gelände der aufgelassenen Fabrik.